# Colliuris elegans
Espèce
Synonymes
- Colliuris (Plagiorhytis) elegans
- Plagiorhytis elegans Guérin-Méneville, 1855

Colliuris elegans est une espèce d'insectes coléoptères de la famille des Carabidae, de la sous-famille des Harpalinae, de la super-tribu des Lebiitae et de la tribu des Odacanthini. Elle est trouvée au Brésil.
Note : Le nom Colliuris elegans Vanderl., 1829, est un synonyme de Collyris elegans, une espèce trouvée à  Java, en Indonésie. 